# Toyota Yaris Cross
Toyota Yaris Cross (яп. トヨタ・ヤリスクロス, Хепберн: Toyota Yarisu Kurosu) — субкомпактний кросовер, виробляючий японським автовиробником Toyota, який використовує назву Yaris в основному для ринків Японії, Європи та Австралії. Він розташований між Raize або Urban Cruiser і C-HR в лінійці кросоверів Toyota. Він замінює на японському/європейському ринку Ist/Urban Cruiser XP110 серії.

## XP210 (з 2020)

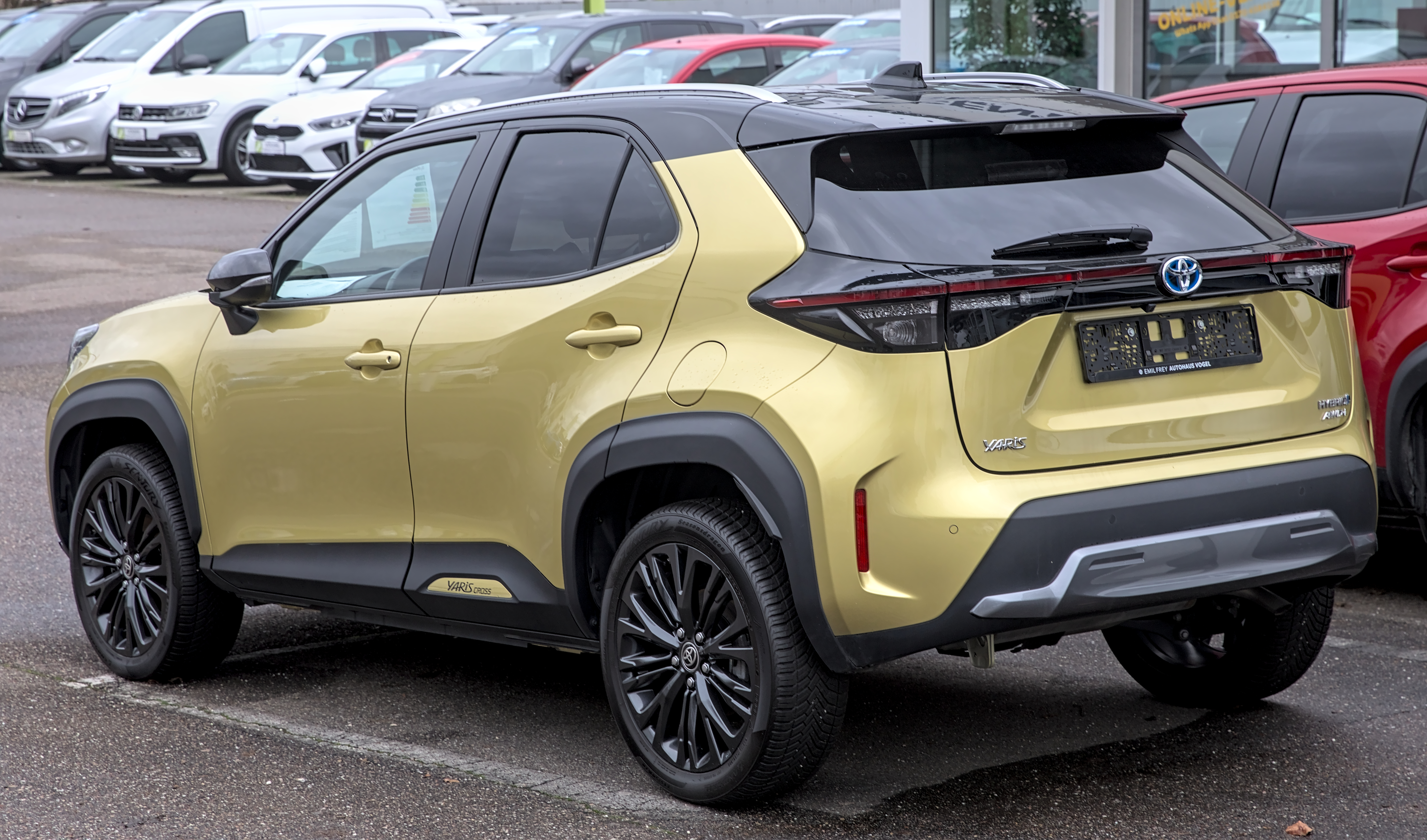

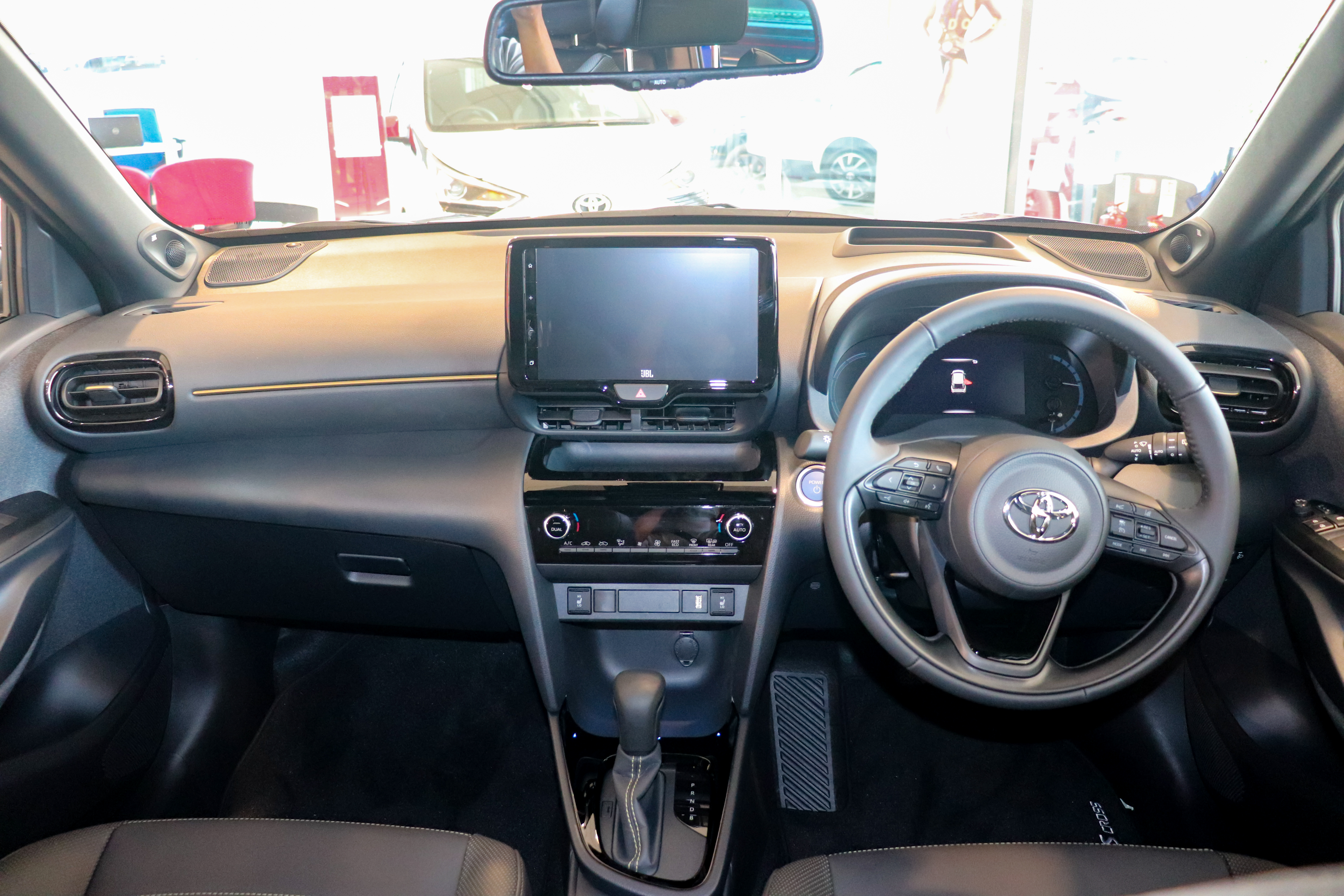

Як і хетчбек Yaris XP210, автомобіль заснований на платформі GA-B глобальної платформи Toyota New Global Architecture (TNGA), має на 3 сантиметри більший дорожній просвіт і майже на 24 сантиметри довший при тій же колісній базі.
У списку доступного для Yaris Cross обладнання в Україні є адаптивний круїз-контроль і система автоматичного гальмування перед перешкодою, система утримання в смузі, датчики сліпих зон, повністю діодне світло, 17-дюймові колісні диски, двозонний клімат-контроль, підігрів передніх крісел, мультимедійна система Toyota Touch 2 з восьмидюймовим сенсорним дисплеєм та підтримкою Apple CarPlay та Android Auto, а також бездротова зарядка для смартфона.

### Двигуни
бензиновий:
- 1490 см3 M15A-FKS I3 + електродвигун сумарно 116 к.с. (MXPB10/15)

hybrid:
- 1490 см3 M15A-FXE I3 125 к.с. 153 Нм (MXPJ10/15)

## AC200 (з 2023)

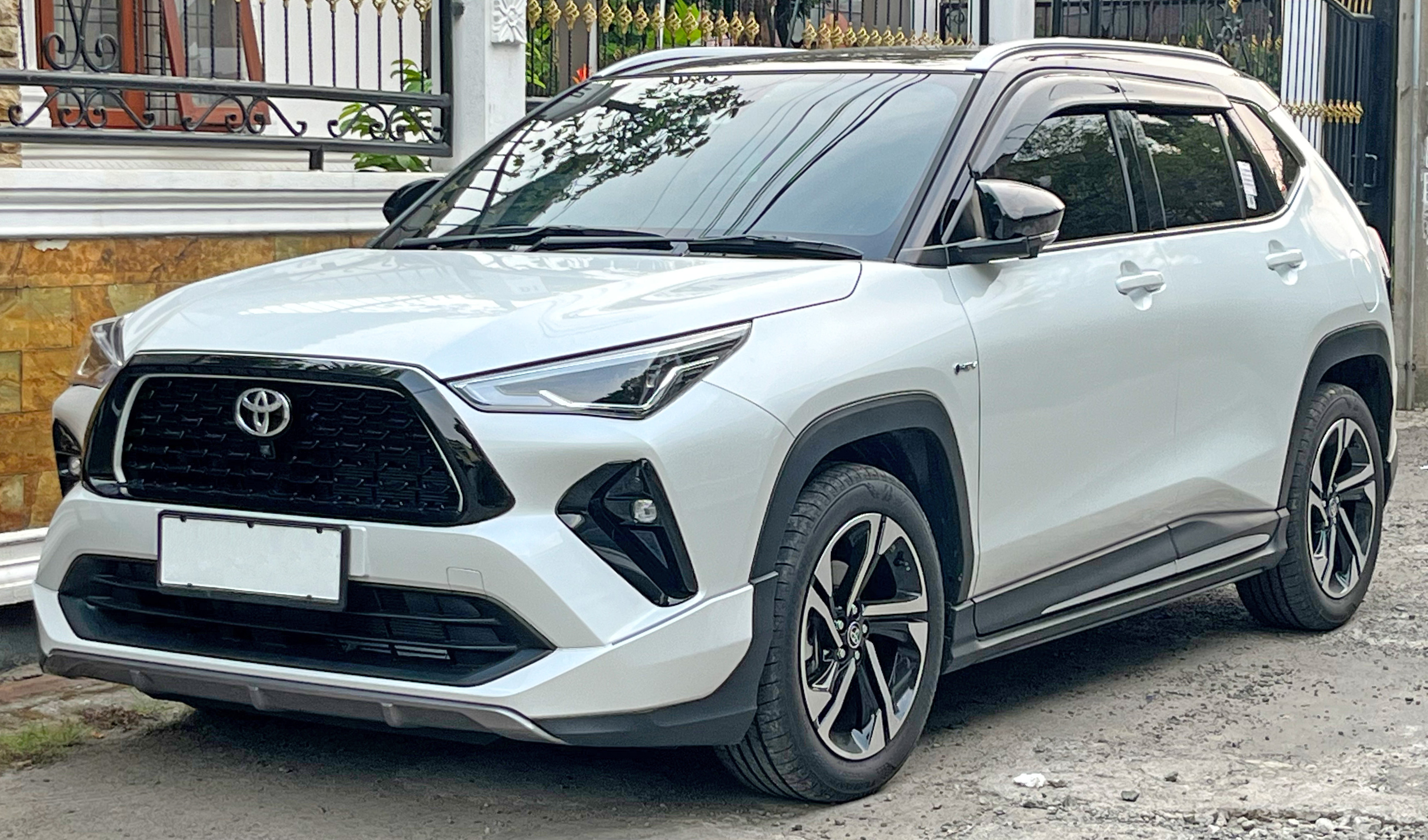
Toyota Yaris Cross 1.5 S HV

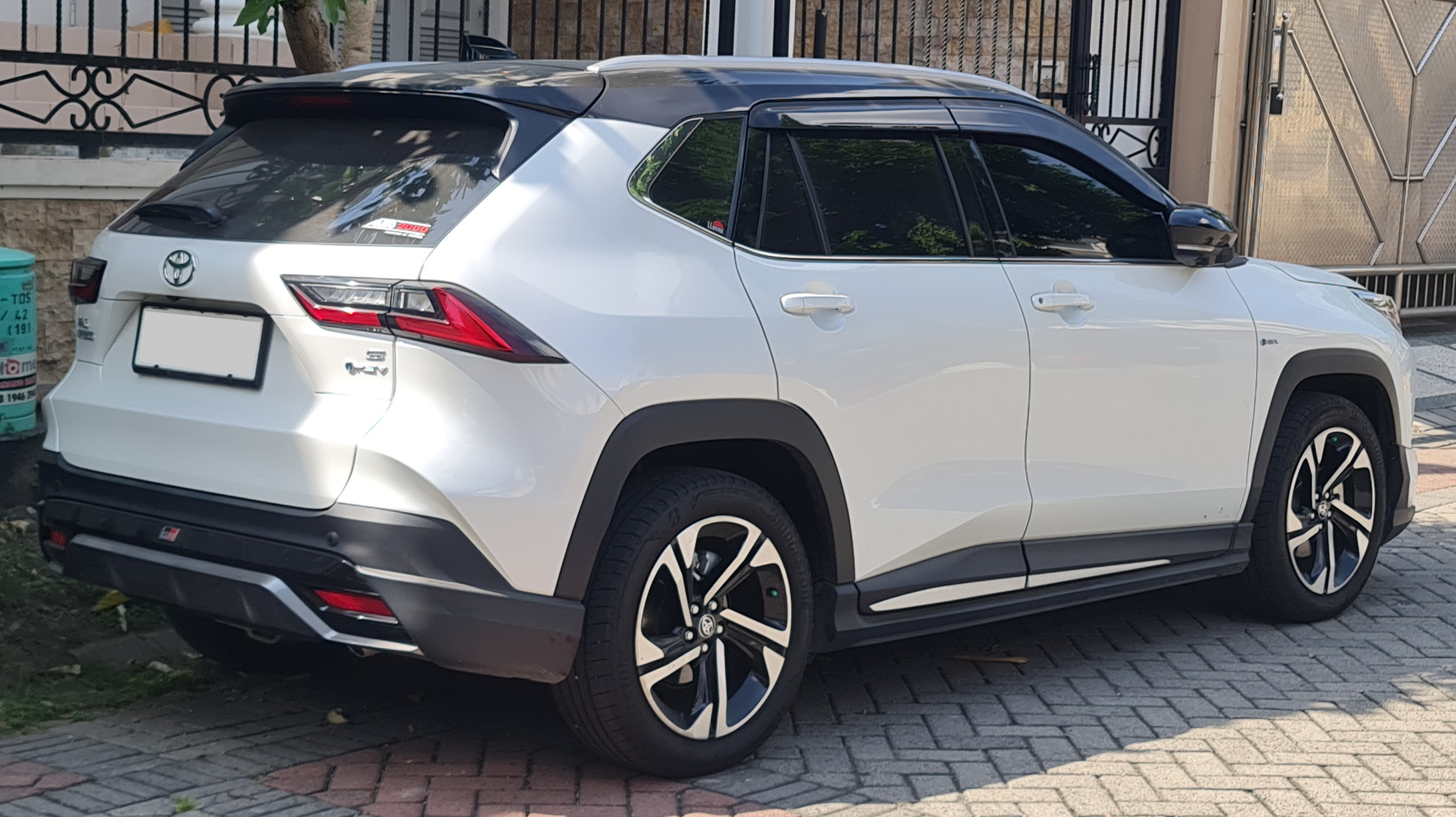

Серія AC200 Yaris Cross була представлена в Індонезії 15 травня 2023 року, а виробництво розпочато 13 червня 2023 року на заводі Toyota Motor Manufacturing Indonesia в Каравангу, Західна Ява, як для місцевих, так і для експортних ринків у 25 країнах. Продажі в Індонезії почалися того ж дня. Загалом 116 постачальників забезпечують до 80 відсотків вартості місцевого вмісту, включаючи батареї та двигуни.

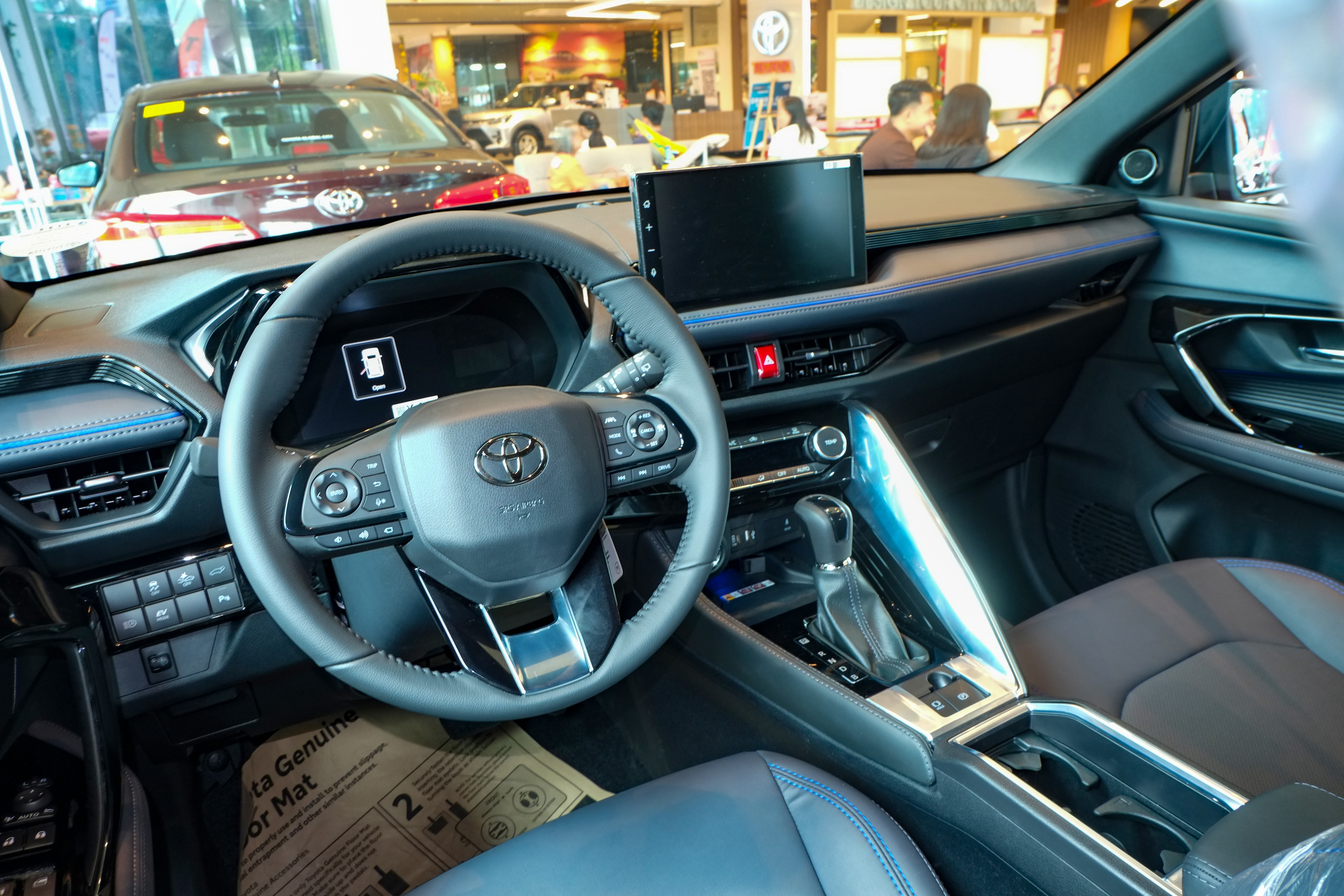

Розробкою моделі займалася Daihatsu через спільну внутрішню компанію Toyota-Daihatsu, відому як Emerging-market Compact Car Company (ECC), під керівництвом головного інженера Тору Уди. Він поділяє платформу DNGA-B з седаном Vios/Yaris серії AC100. Уда зазначив, що передня частина платформи, наприклад моторний відсік, використовується спільно з Avanza/Veloz, тоді як нижня частина та колісна база були перероблені. Дорожній просвіт складає 210 мм.

### Двигуни
бензиновий:
- 1.5 L 2NR-VE I4

hybrid:
- 1.5 L 2NR-VEX I4

## Продажі
| рік  | Японія | Європа | Австралія |
| ---- | ------ | ------ | --------- |
| 2020 | 32,570 |        |           |
| 2021 | 98,160 | 26,266 | 7,828     |